# Stanislav Radonjić
Stanislav Radonjić (Njeguši, 1690. – Sankt-Peterburg, 17. ožujka 1758.) bio je prvi crnogorski guvernadur, svećenik, vojvoda, serdar.
Rođen je 1690. u Njegušima (Crna Gora), a umro je 17. ožujka 1758. godine u Sankt-Peterburgu, gdje je i ukopan uz počasti Ruskog dvora. Na grobu stoji obiteljski grb Radonjića. Prva pobjeda Crnogoraca (pod komandom Stanislava Radonjića), nad turskom vojskom (koju je predvodio ćehaja Ahmet-paša) dogodila se na Bijelim Poljanama 1756. godine, gdje je Stanislav pogubio i samog ćehaju. Na proslavi pobjede, Zbor crnogorski na Cetinju, nagrađuje Stanislava Radonjića (pored već postojećih titula vojvoda-serdar) i titulom guvernadur, koja ima biti nasljedna u njegovoj obitelji.Stanislav Radonjić se, kao ličnost s nesumnjivim političkim uticajem i učinkom, spominje u raznim kontekstima – kao serdar i kao guvernadur.
- Kao serdar, u ulogama:

-odlučnog zastupnika crnogorskih interesa u susjednim oblastima;
-krajnje uzdržanog, ili čak oportunistički nastrojenog političara, osobito kad je u pitanju borba protiv Turaka;
-vrlo vješta i priznata diplomata.
- Kao guvernadur, u ulogama:

-predsjednika suda;
-mitropolitovog političkog protivnika, koji s njim dijeli vlast;
-hrabrog vojskovođe u ratu s Turcima 1756.

### Kada i kako je stekao guvernadursko zvanje
- Istaknuti povjesničar Risto Dragićević koji je se naviše bavio guvernadurstvom i guvernadurima u svom ogledu “Guvernaduri u Crnoj Gori 1717. – 1830.”, izražava čak sumnju u to da je priča o razmjeni serdarstva za guvernadurstvo uopšte zasnovano na faktima, pa kaže: “Uostalom, nemamo nikakvih izvora, koji bi potvrdili promjenu guvernadurskog zvanja izmedju Vukotića i Radonjića, pa nije apsolutno nemoguće, da je Stanislav Radonjić, poslije pokazane hrabrosti u borbi s Turcima, u stvari izabran za guvenadura, a da je kasnija narodna tradicija ovaj prelaz guvernadurskog zvanja iz jednog plemena u drugo začinila pomenutom promjenom noževa i pridajom dukata”. Također u dijelu teksta u kome govori da je na Cetinju, 7. II 1755. godine, održan zbor narodnih glavara, na kome je pročitana ruska Gramata od 8. V 1754. godine. U tom tekstu se, uz ostalo, kaže da je s tog zbora ruskoj carici Jelisaveti poslato pismo, “u kome joj guvernadur Stanislav Radonjić s glavarima zahvaljuje za pomoć, koju je poslala po mitropolitu Vasiliju”. S obzirom na to da se pisma ove vrste smatraju zvaničnim dokumentima, to bi trebalo da znači da je Stanislav Radonjić, na dan kad je, zajedno s glavarima, poslao ovo pismo (7. II 1755.), sasvim sigurno bio guvernadur. Dragićević upućuje na još jednu pretpostavku o tome kada je Stanislav Radonjić mogao stupiti na guvernadursku funkciju. Riječ je o već spominjanoj priči, da je mitropolit Vasilije, radi sprječavanja samovolje i nereda u zemlji, obnovio sud što ga je svojevremeno bio formirao mitropolit Danilo, a koji je “za mitropolita Save” izgleda bio “prestao da radi”, i da je radi povećanja autoriteta tog suda na njegovo čelo postavio guvernadura, “a taj guvernadur bio je, skoro po svim istoričarima, Stanislav Radonjić”. Pošto je taj sud obnovljen 1751. godine, a na čelu mu je “skoro po svim istoričarima” bio guvernadur Stanislav Radonjić, to bi značilo da je, “skoro po svim istoričarima” Stanislav Radonjić te 1751. godine već bio guvernadur.  Također kaže da je u vrijeme dok se mitropolit Vasilije nalazio van zemlje (1752. – 1754.). “pored neagilnog mitropolita Save, porastao ugled guvernadura Stanislava Radonjića”, tako da se bez njega “nije moglo riješiti nikakvo važnije pitanje”.
- Dušan Otašević, u svojoj knjizi Njeguši kroz vrijeme tvrdi da je Stanislav Radonjić je na guvernadursku funkciju stupio 1754. godine.
- Jagoš Jovanović, kaže da to ne bi bilo nemoguće s obzirom na uvjerenje “skoro svih” istoričara da se Stanislav Radonjić, kao guvenadur, nalazio na čelu suda formiranog 1751. godine;
- Treći povjesničari, opet, skloni su vjerovanju da je promjenu titula između Radonjića i Vukotića inicirao sam Vukota Vukotić. Razlog za takvu Vukotićevu odluku, po ovim istoričarima, bilo je njegovo nezadovoljstvo faktičkom pozicijom koju je imao u odnosu na druge glavare, tačnije osjećaj nemoći da uspostavi kontrolu nad odveć samostalnim i samovoljnim plemenskim starješinama.
- Takvo tumačenje se, može sresti kod N. Dučića, koji piše da je guvernadur Vukadin Vukotić pomenutu promjenu predložio zbog nezadovoljstva “što su plemenski glavari i pored guvernadura zadržali svoju zasebnu i nezavisnu vlast u plemenima”.
- Među povjesničarima kojima je blisko stanovište da su Radonjići guvernadurstvo dobili pomenutom razmjenom s Vukotićima srijeće se još jedna “struja”. Nju čine pobornici pretpostavke da je pomenuta promjena, ako ju je uopšte bilo, mogla biti izazvana i nekim drugim okolnostima. Riječ je,o tome:

-da je, prema jednom izvještaju glavnog dalmatinskog providura (Dolfina) mletačkom Senatu, iz 1739. godine, da medju crnogorskim glavarima “prva mjesta zauzimaju dva serdara, knez Petar Savić i pop Joko Stanišić, koji su potčinjeni guvernaduru Vukadinu Vukotiću”, ali da je drugi od tih serdara, Joko Stanišić, čovjek “oštrouman i vrijedan, i potčinio je svom uticaju najveći dio glavara tako, da upravo on vlada Crnogorcima, i to despotski”.
-da je serar Joko Stanišić (ponedak se Radonjići bilježe i kao Stanišići po Stanu Radonjiću - s Njeguša, poznat još pod imenom Staniša Popov, a koji je bio Radonjića-Stanišića predak), kao čovjek “koji je potčinio bio svom uticaju najveći dio glavara tako, da upravo on vlada Crnogorcima i to despotski”, mogao uticati i na guvernadura Vukadina Vukotića, da svoje zvanje promijeni sa Stanislavom Radonjićem”;
-da Vukotić “sigurno nije pristao na ovu promjenu iz uvjerenja, da time nešto više za sebe dobiva, već budući uvjeren, da može jednoga dana ostati bez guvernadurskoga zvanja kod tolikoga uticaja sedara Joka, računao je da je opet korisno dobiti serdarsko zvanje, 100 dukata i nož sa srebrnim koricama”.
- Kod Dragoja Živkovića, koji usprkos isticanju velikih zasluga mitropolita Vasilija za rekonstrukciju crnogorskog političkog vrha zastupa stanovište da su Stanislava Radonjića na guvernadursku funkciju dovela njegova visoka lična svojstva i sposobnosti. Po Živkoviću, “razmjena funkcija” između Radonjića i Vukotića izvršena je po odluci Opštecrnogorskog zbora, održanog na Cetinju početkom XI mjeseca 1756. godine, uoči već najavljenog i sasvim izvjesnog turskog napada na Crnu Goru, s ciljem da se i na taj način doprinese što boljoj pripremi zemlje za odbranu. Tom cilju je uostalom bila podredjena i radi njegovog ostvarivanja je izvršena svekolika pomenuta rekonstrukcija crnogorskog političkog vrha, koja će se, po Živkovićevoj ocjeni, pokazati veoma korisnom. Konkretno, Živković o tome kaže: “Ta rekonstrukcija se odrazila na vertikalu komandnog vrha imenovanog pred oružani pohod bosanske vojske na Vladikat podlovćenske Crne Gore. Naime komandu nad domaćim odbrambenim snagama, preuzeo je guvernadur Stano, čiji je štab sačinjavalo još šest crnogorskih vojvoda. Na izbor Stanislava Radonjića za guvenadura, nesumnjivo su uticali spoljnopolitički razlozi. On je, uz vladiku Vasilija, već do tada, bio najpoznatiji Crnogorac van granica svoje zemlje, sa značajnim diplomatskim iskustvom i kontaktima. Osim toga, Stano je,i pored nerijetkih mimoilaženja s mletačkim vlastima, umio s njima i da saradjuje. Venecija, i kad se ozbiljno na njega ljutila, nije mogla da ga sasvim odbaci, jer joj je mnogo puta bio od koristi, a u neku ruku, čini se i da ga je prihvatala kao svoga građanina. On je u  Kavču na Vrmcu imao i dobro imanje s velikim stambenim objektom, a i sinovi su mu jedno vrijeme bili u mletačkoj vojnoj službi. Vasilije je razmišljao da, i pored blokade crnogorske granice od strane Mletaka, Stanovim zalaganjem može doći do deblokade, što bi omogućilo sklanjanje naroda na mletačku teritoriju, kao i u vrijeme Ćuprilićevog pohoda. Sem toga, imao je povjerenja u Stanove vojničke kvalitete i ličnu hrabrost”.
- O zamijeni serdarstva za guvernadurstvo (barem kako tvrde pojedini povjesničari), dokaz da do toga nikada nije došlo može nam potvrditi i pismo Petra I Petrovića iz Minska, u kojemu i sam imenuje Stanislavljeva sina serdara Jovana Radonjića (u povijesti poznatog i kao Ivan,Ioan,Joko)koji je i sam poslije očeve smrti postao guvernadur (gubernator, gubernadur). U tekstu pisma se kaže (na izvornom Crnogorskom jeziku): "Godine 1777. bio sam poslan u Rusiju od strane Mitropolita i naroda crnogorskog u društvu sa serdarom Ivanom Radonjićem, da pristupimo carici Katarini II zbog nekijeh narodnijeh potreba. U tijeku šestomjesečnoga našega bavljenja u Petrogradu, mi smo više puta molili, da nam se dopusti viđeti caricu; ali ne samo što ne bismo srećni viđeti caricu, no i njegovu svjetlost knjaza Potemkina viđesmo samo tri puta. Na posljedku prinuđeni smo bili, bez ikakvog uspjeha u našem djelu, ostaviti Petrograd i vratititi se doma, čega mi ikada nijesmo mogli očekivati".

## O vanjskopolitičkom angažmanu
O vanjskopolitičkom angažmanu Stanislava (Stana) Radonjića, Dragoje Živković najprije piše povodom objašnjenja Radonjićevog zajedničog rada s mitropolitom Vasilijom, gdje kaže: “Kao mandator crnogorskog naroda, vladika Vasilije u lipnju 1752. godine odlazi na put u Rusiju. Do Beča ga prati serdar Stano-Staniša Radonjić. Razdvojivši se tu od Vladike, on obavlja kurtoaznu audijenciju kod carice Marije Terezije. Razgovor koji je s njom vodio nije poznat. Ispraćen s poklonima i medaljom, serdar Stano odlazi u posjetu papi Benediktu XIV (1740. – 1758.), sa zadaćom i instrukcijom da od njega traži pomoć u iznosu od 50.000 škuda za obnovu i održavanje manastira na području Albanije koji su pod vjerskom ingerencijom Cetinjske mitropolije”. Spominje Živković serdara Stana Radonjića i u kontekstu pripreme Portinog “ratnog mandatora” Hadži Mehmed-paše Kukavice da napadne Crnu Goru, navodeći da i “serdar Stano”, uz mitropolita Vasilija, dobiva “zastrašujuća pisma” iz Bosne o tome što Crnu Goru čeka ako se ne pokori Turskoj. Piše o njegovom putu u Rusiju, zajedno s mitropolitom Vasilijem i bratom Đorđijem, gdje kao član crnogorske delegacije u ožujku 1758.] godine sudjeluje u razgovoru s ruskom caricom Jelisavetom o “čvornim tačkama crnogorsko-ruske suradnje”. Živković, najzad, o serdaru, odnosno guvernaduru Stanislavu Radonjiću, kako smo već naveli, piše i kao o (uz mitropolita Vasilija) najpoznatijem Crnogorcu “van granica svoje zemlje, sa značajnim diplomatskim iskustvom i kontaktima”, koji je “i pored nerijetkih mimoilaženja s mletačkim vlastima, umio s njima i da sarađuje” i kojega Venecija, “i kad se ozbiljno na njega ljutila”, nije mogla da sasvim odbaci, “jer joj je mnogo puta bio od koristi, a u neku ruku, čini se i da ga je prihvatala kao svoga građanina”. Njegova dva sina bila su u četi majora Kaića u Boki,[kotorskoj?] a Serdar je imao i lijepo imanje i veliku kuću u Kavču - Kotor. 
Povjesničari po ocjeni nauke kojom se bave kažu i da Stanislav Radonjić, postaje toliko moćna i uticajna ličnost da je izdjejstvovao i formalnu podjelu vlasti s mitropolitom i došao do “polovine pečata”, a to znači i prava veta na svaku odluku s kojom nije saglasan, jer je neki akt mogao “biti pečatom osnažen” tek s pristankom obiju strana, što je bio “čist znak gotovo podjednake vlasti”.
Stanislav (Stano) Radonjić s Njeguša, “znameniti” serdar i guvernadur svojim diplomatksim umjećem, vojničkom hrabrošću i mudrim sudovanjem daje snažan pečat razvitku Crne Gore s početka druge polovice XVIII stoljeća.

## Zanimljivost
- "Iz Čeva je turska vojska pokušala da prodre do Cetinja. Pod komandom guvernadura Radonjića, Crnogorci su davali ogorčeni otpor Turcima. Narod je sam palio svoje kuće i sve što bi neprijatelju koristilo. Prvi put se jedna turska ofanziva na Crnu Goru neslavno završila. Jedan domaći izvor, nastao mjesec dana poslije dogadjaja, pisan na Cetinju 28. siječnja 1757. godine, koji je bez sumnje inspirirao guvernadur Radonjić, kojemu se pripisuje da je pogubio samog ćehaju. Svugdje u susjednim zemljama odjeknula je vijest da su Turci pretrpjeli težak poraz u Crnoj Gori. Jedan Splićanin zabilježio je da su "Crnogorci ostali pobjednici jer iz straha Turci su bili prinudjeni da napuste bojno polje na kome su ostavili cio provijant..."
- “Pred očiglednom opasnošću Crnogorci sazvaše Zbor na Cetinju, da se posavjetuju kakav stav da zauzmu prema Turcima. Na zboru je prisustvovalo i oko 200 ljudi iz Majina, Pobora i Brajića. Serdar Stano Radonjić je   O odluci zbora on je obavijestio kotorskog providura 12. avgusta. Njegovo pismo objašnjava suštinu crnogorsko-turskog rata 1756. On piše: “Prošlog ponedeljnika imali smo zbor na Cetinju, na kome su prisustvovali glavari svih crnogorskih sela. Mnogo sam se trudio da ih uvjerim i govorio sam im da se potčine sultanu... Svi glavari glasno povikaše: nećemo da platimo danak i hoćemo da naviknemo Turke na ovo”. Ovakvo Radonjićevo pismo kotorskom providuru bilo je sračunato i bilo je izvjesno (makar i naivno) političko lukavstvo, u smislu da se pričom o neuspjelom odvraćanju Crnogoraca od rata izvrši svojevrsni pritisak na kotorske vlasti da im prodaju nešto oružja i vojne opreme. Radonjićevo pismo od 12. avgusta 1756. godine, s navedenim sadržajem, “objašnjava suštinu crnogorsko-turskog rata 1756 “, koji je vođen tek krajem novembra i početkom decembra te godine.
- “U osvrtu na pašine prijetnje i diktat, guvernadur Stano Radonjić je podvukao da je turski metod pritiska samo još veći podsticaj da se u otporu istraje. Između ostalog, Radonjić je na kraju rekao (na izvornom Crnogorskom jeziku): “Ono što se od nas traži da uradimo u ovoj našoj veliko nuždi i jadu, jeste da svi do najmanjega treba da hrabro prolijete vašu krv na đedovu zemlju, da bi odbranili našu slobodu. Uzdam se u pomoć Svevišnjega, da će nas ojačati i dati snage našoj vazdašnjoj crnogorskoj hrabrosti i da ćemo pokazati s neustrašivošću koliko su krepke naše snage, kao što su uvijek u prošlosti naši preci pokazivali”(Dragoje Živković;Op.cit., str.178).
- Mitropolit Petar I, na primjer, u svom deseteračkom zapisu Pjesna kako Crnogorci razbiše Turke 1756, spominje imena samo dvojice glavara koji su na tom zboru Turcima rekli “ne”(ili kako tamo piše: “kami da im damo”), od kojih je jedan serdar Stano Popović (tj. serdar Stanislav Radonjić)/Petrovići – pisci, duhovnici, vladari/ priredili Slobodan Tomović i Goran Sekulović, Podgorica 1997, tom I, str.343/.

## Vanjske poveznice
- Pisma Petra I Petrovića, Minsk 6.12.1785.godine (serdar Ivan Radonjić)
- [neaktivna poveznica] Akademik Radovan Radonjić o studiji "Guvernadursko-mitropolitska kontroverza u crnogorskoj istoriografiji"
- Arhivirana inačica izvorne stranice od 21. rujna 2011. (Wayback Machine) Kapitalna studija Radovana Radonjića "Guvernadursko-mitropolitska kontroverza u crnogorskoj istoriografiji" u izdanju DANU i POBJEDE
- Emisija "Živa istina" RTV IN 14.1.2011. gost Akademik Radovan Radonjić (VIDEO)       Arhivirana inačica izvorne stranice od 4. ožujka 2016. (Wayback Machine)
- RT CG emisija "GUVERNADURI"
- Emisija "Istorijske paralele" TV Montena,6.4. 2011.  (VIDEO)

- Stari grb Radonjića (Grbovnik / Arhiv Nirnberg i Dvorski istorijski arhiv - Beč) [naći bolju poveznicu, jer je ovo samo slika bez objašnjenja]
- "Sve dođe na viđelo"   Arhivirana inačica izvorne stranice od 24. svibnja 2012. (Wayback Machine)
- Akademik Radovan Radonjić "O političkom nasljeđu Crnojevića" str 684-694.   Arhivirana inačica izvorne stranice od 6. ožujka 2016. (Wayback Machine)